# Gummersbach
Gummersbach är en stad i det tyska förbundslandet Nordrhein-Westfalen. Staden har cirka 52 000 invånare, på en yta av 95 kvadratkilometer. Staden ligger cirka 50 km öster om Köln.

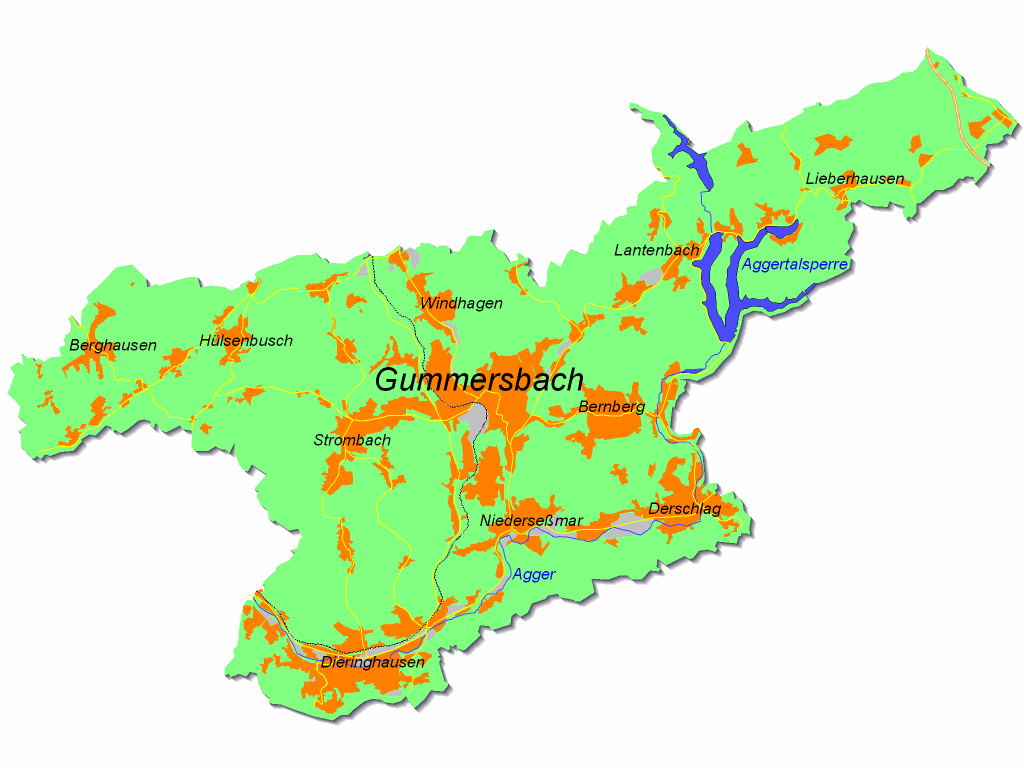
Karta över Gummersbachs stadsdelar.

## Industrier
- Industritraverstillverkaren ABUS Kransystem.
- L. & C. Steinmüller GmbH (LCS), 1855–2002.

## Sport
Handbollsklubben VfL Gummersbach.